# Soloviivka, Brusîliv
Soloviivka (în ucraineană Соловіївка) este o comună în raionul Brusîliv, regiunea Jîtomîr, Ucraina, formată numai din satul de reședință.

## Demografie
Componența lingvistică a satului Soloviivka
     Ucraineană (94,28%)
     Rusă (4,48%)
     Alte limbi (1,12%)
Conform recensământului din 2001, majoritatea populației satului Soloviivka era vorbitoare de ucraineană (94,28%), existând în minoritate și vorbitori de rusă (4,48%).